# Sankt Thomas (Austria)
Sankt Thomas è un comune austriaco di 556 abitanti nel distretto di Grieskirchen, in Alta Austria.